# Catherine Colliot-Thélène
Catherine Colliot-Thélène (* 29. Januar 1950 in Quimper; † 6. Mai 2022 in Paris) war eine französische Philosophin.

## Leben
Colliot-Thélène war seit 1998 Professorin an der Universität Rennes 1. Sie war  von 1999 bis 2004 Direktorin des Centre Marc Bloch, einem deutsch-französischen Forschungszentrum in Berlin. 2008 war sie Gastwissenschaftlerin am Hamburger Institut für Sozialforschung.
Sie war Mitherausgeberin der Zeitschrift European Journal of Political Theory. Sie hat zahlreiche Bücher und Aufsätze in Zeitschriften veröffentlicht und hat Texte von Hegel, Max Weber und anderen ins Französische übersetzt, herausgegeben und zum Teil kommentiert.
Colliot-Thélènes Forschungsinteresse galt der politischen Philosophie  und ihrem Verhältnis zur Geschichtsphilosophie und Soziologie.

## Schriften (Auswahl)
- Le désenchantement de l’état. De Hegel à Max Weber, Les Editions de Minuits, Paris 1992, ISBN 2-7073-1430-7
- Etudes wébériennes: rationalités, histoires, droits, Presses Universitaires de France, Paris 2001, ISBN 2-13-052229-7
- La sociologie de Max Weber, La Découverte, Paris 2006, ISBN 2-7071-4731-1
- La démocratie sans démos, Presses universitaires de France, Paris 2011, ISBN 978-2-13-058162-8
  - deutsch: Demokratie ohne Volk, übersetzt von Ilse Utz, Hamburger Edition, Hamburg 2011, ISBN 978-3-86854-232-5

### Als Herausgeberin
- Mit Étienne François und Gunter Gebauer: Pierre Bourdieu: Deutsch-Französische Perspektiven, Suhrkamp Verlag, Suhrkamp Taschenbuch Wissenschaft, Frankfurt am Main 2005, ISBN 978-3-518-29352-2

### Übersetzungen ins Französische
- Georg Wilhelm Friedrich Hegel, Notes et fragments, übersetzt und kommentiert von Catherine Colliot-Thélène, Aubiers, Paris 1991,  ISBN 2-7007-3476-9
- mit Francois Laroche: Max Weber,  Economie et société dans l'Antiquité ; précédé de Les causes sociales du déclin de la civilisation antique, Ed La Découverte, Paris 2001, ISBN 2-7071-3463-5 (Original: Agrarverhältnisse im Altertum ; Die sozialen Gründe des Untergangs der antiken Kultur)